# Kelland O'Brien
Kelland O'Brien (Melbourne, 22 de maio de 1998) é um desportista australiano que compete no ciclismo nas modalidades de pista e rota. Ganhou três medalhas no Campeonato Mundial de Ciclismo em Pista, nos anos 2017 e 2019.

## Medalheiro internacional
| Campeonato Mundial | Campeonato Mundial  | Campeonato Mundial | Campeonato Mundial      |
| Ano                | Lugar               | Medalha            | Competição              |
| ------------------ | ------------------- | ------------------ | ----------------------- |
| 2017               | Hong Kong ( China)  | Medalha de ouro    | Perseguição por equipas |
| 2017               | Hong Kong ( China)  | Medalha de bronze  | Perseguição individual  |
| 2019               | Pruszków ( Polónia) | Medalha de ouro    | Perseguição por equipas |

1. ↑  Competiu na rodada de classificação